# Liste der Kulturdenkmäler in Burghaun
Die folgende Liste enthält die in der Denkmaltopographie ausgewiesenen Kulturdenkmäler auf dem Gebiet  der Gemeinde Burghaun, Landkreis Fulda, Hessen.
Hinweis: Die Reihenfolge der Denkmäler in dieser Liste orientiert sich zunächst an Ortsteilen und anschließend der Anschrift, alternativ ist sie auch nach der Bezeichnung, der vom Landesamt für Denkmalpflege vergebenen Nummer oder der Bauzeit sortierbar.
Kulturdenkmäler werden fortlaufend im Denkmalverzeichnis des Landes Hessen durch das Landesamt für Denkmalpflege Hessen auf Basis des Hessischen Denkmalschutzgesetzes (HDSchG) geführt. Die Schutzwürdigkeit eines Kulturdenkmals hängt nicht von der Eintragung in das Denkmalverzeichnis des Landes Hessen oder der Veröffentlichung in der Denkmaltopographie ab.

Die Kulturdenkmäler der einzelnen Ortsteile sind in eigenen Listen enthalten:
- Liste der Kulturdenkmäler in Großenmoor
- Liste der Kulturdenkmäler in Gruben (Burghaun)
- Liste der Kulturdenkmäler in Hechelmannskirchen
- Liste der Kulturdenkmäler in Hünhan
- Liste der Kulturdenkmäler in Langenschwarz
- Liste der Kulturdenkmäler in Rothenkirchen (Burghaun)
- Liste der Kulturdenkmäler in Schlotzau
- Liste der Kulturdenkmäler in Steinbach (Burghaun)

Das Vorhandensein oder Fehlen eines Objekts in dieser Liste ist keine rechtsverbindliche Auskunft darüber, ob es Kulturdenkmal ist oder nicht: Diese Liste entspricht möglicherweise nicht dem aktuellen Stand der offiziellen Denkmaltopographie. Diese ist für Hessen in den entsprechenden Bänden der Denkmaltopographie Bundesrepublik Deutschland und im Internet unter DenkXweb – Kulturdenkmäler in Hessen einsehbar. Auch diese Quellen sind, obwohl sie durch das Landesamt für Denkmalpflege Hessen aktualisiert werden, nicht immer aktuell, da es im Denkmalbestand immer wieder Änderungen gibt.
Eine verbindliche Auskunft erteilt allein das Landesamt für Denkmalpflege Hessen.
Nutze diese Kartenansicht, um Koordinaten in der Liste zu setzen. In dieser Kartenansicht sind Kulturdenkmale ohne Koordinaten mit einem roten bzw. orangen Marker dargestellt und können in der Karte gesetzt werden. Kulturdenkmale ohne Bild sind mit einem blauen bzw. roten Marker gekennzeichnet, Kulturdenkmale mit Bild mit einem grünen bzw. orangen Marker.

## Kerngemeinde Burghaun
| Bild            | Bezeichnung                                                 | Lage                                                                                     | Beschreibung | Bauzeit | Objekt-Nr. |
| --------------- | ----------------------------------------------------------- | ---------------------------------------------------------------------------------------- | ------------ | ------- | ---------- |
| weitere Bilder  | Sachgesamtheit Jüdischer Friedhof                           | Am Bornberg, Am Pfaffenberg, Am Dimbachsgraben LageFlur: 14, Flurstück: 103, 12, 123, 13 |              |         | 37080 DDB  |
| Bild gesucht BW | Einfassungen „Burghauner Tunnel“                            | Bei der Vockenmühle, Straßentannen LageFlur: 7, Flurstück: 118/1, 73/1                   |              |         | 37077 DDB  |
| weitere Bilder  | Eisenbahnviadukt                                            | Kegelspielradweg LageFlur: 7, Flurstück: 100/11                                          |              |         | 37078 DDB  |
| Bild gesucht BW | Bildstock (Teil der Sachgesamtheit Mahlertshof)             | Mahlertshof LageFlur: 21, Flurstück: 15/9                                                |              |         | 37079 DDB  |
| Bild gesucht BW | Sachgesamtheit Weiler Mahlertshof                           | Mahlertshof 2/3/4 LageFlur: 21, Flurstück: 15/52, 15/53, 15/54, 15/9                     |              |         | 68132 DDB  |
| Bild gesucht BW | Brunnengehäuse (Teil der Sachgesamtheit Weiler Mahlertshof) | Mahlertshof 4 LageFlur: 21, Flurstück: 15/52                                             |              |         | 68133 DDB  |
| weitere Bilder  | Katholische Pfarrkirche Mariä Himmelfahrt                   | Marktplatz 5 LageFlur: 13, Flurstück: 95/1                                               |              | 1714    | 37186 DDB  |
| Bild gesucht BW | Katholisches Pfarrhaus                                      | Marktplatz 7/8 LageFlur: 13, Flurstück: 97, 99/1                                         |              |         | 37053 DDB  |
| Bild gesucht BW | Bildstock                                                   | Marktplatz 8 LageFlur: 13, Flurstück: 99/1                                               |              |         | 37054 DDB  |
| Bild gesucht BW | Friedhofsmauer                                              | Oberste Straße LageFlur: 13, Flurstück: 304/2                                            |              |         | 37080 DDB  |
| Bild gesucht BW | Fachwerkhaus (Gasthaus)                                     | Ringstraße 7 LageFlur: 13, Flurstück: 203                                                |              |         | 37059 DDB  |
| Bild gesucht BW | Fachwerkhaus                                                | Ringstraße 20 LageFlur: 13, Flurstück: 172                                               |              |         | 37060 DDB  |
| weitere Bilder  | Forstamt                                                    | Schloßstraße 12 LageFlur: 13, Flurstück: 266/1                                           |              | 1744    | 37061 DDB  |
| weitere Bilder  | Schloss                                                     | Schloßstraße 14/15 LageFlur: 13, Flurstück: 247/2, 257/3                                 |              |         | 37062 DDB  |
| Bild gesucht BW | Schule                                                      | Schloßstraße 21 LageFlur: 15, Flurstück: 51/1                                            |              |         | 37063 DDB  |
| Bild gesucht BW | Stallscheune                                                | Stadtstraße ohne Nummer LageFlur: 13, Flurstück: 65/1                                    |              |         | 37074 DDB  |
| Bild gesucht BW | Torhaus                                                     | Stadtstraße 1 LageFlur: 13, Flurstück: 94                                                |              |         | 37055 DDB  |
| Bild gesucht BW | Fachwerkhaus, ehemalige Schmiede                            | Stadtstraße 3 LageFlur: 13, Flurstück: 46/1                                              |              |         | 37064 DDB  |
| Bild gesucht BW | Burgmauer                                                   | Stadtstraße 4, Marktplatz 5/8 LageFlur: 13, Flurstück: 91/2, 95/1, 99/1                  |              |         | 37076 DDB  |
| Bild gesucht BW | Evangelische Kirche                                         | Stadtstraße 4 LageFlur: 13, Flurstück: 91/2                                              |              | 1728    | 37065 DDB  |
| Bild gesucht BW | Fachwerkhaus                                                | Stadtstraße 5 LageFlur: 13, Flurstück: 47/2                                              |              |         | 37066 DDB  |
| Bild gesucht BW | Fachwerkhaus                                                | Stadtstraße 6 LageFlur: 13, Flurstück: 48/1                                              |              |         | 37067 DDB  |
| Bild gesucht BW | Fachwerkhaus                                                | Stadtstraße 8 LageFlur: 13, Flurstück: 49/1                                              |              |         | 37068 DDB  |
| Bild gesucht BW | Fachwerkhaus                                                | Stadtstraße 10 LageFlur: 13, Flurstück: 82/1                                             |              |         | 37070 DDB  |
| Bild gesucht BW | Fachwerkhaus                                                | Stadtstraße 11 LageFlur: 13, Flurstück: 86/2                                             |              |         | 37071 DDB  |
| Bild gesucht BW | Backhaus                                                    | Stadtstraße 12 LageFlur: 13, Flurstück: 78/2                                             |              |         | 37075 DDB  |
| Bild gesucht BW | Fachwerkhaus                                                | Stadtstraße 13 LageFlur: 13, Flurstück: 50/1                                             |              |         | 37072 DDB  |
| Bild gesucht BW | Fachwerkhaus                                                | Stadtstraße 22 LageFlur: 13, Flurstück: 65/2                                             |              |         | 37073 DDB  |